# Арминий

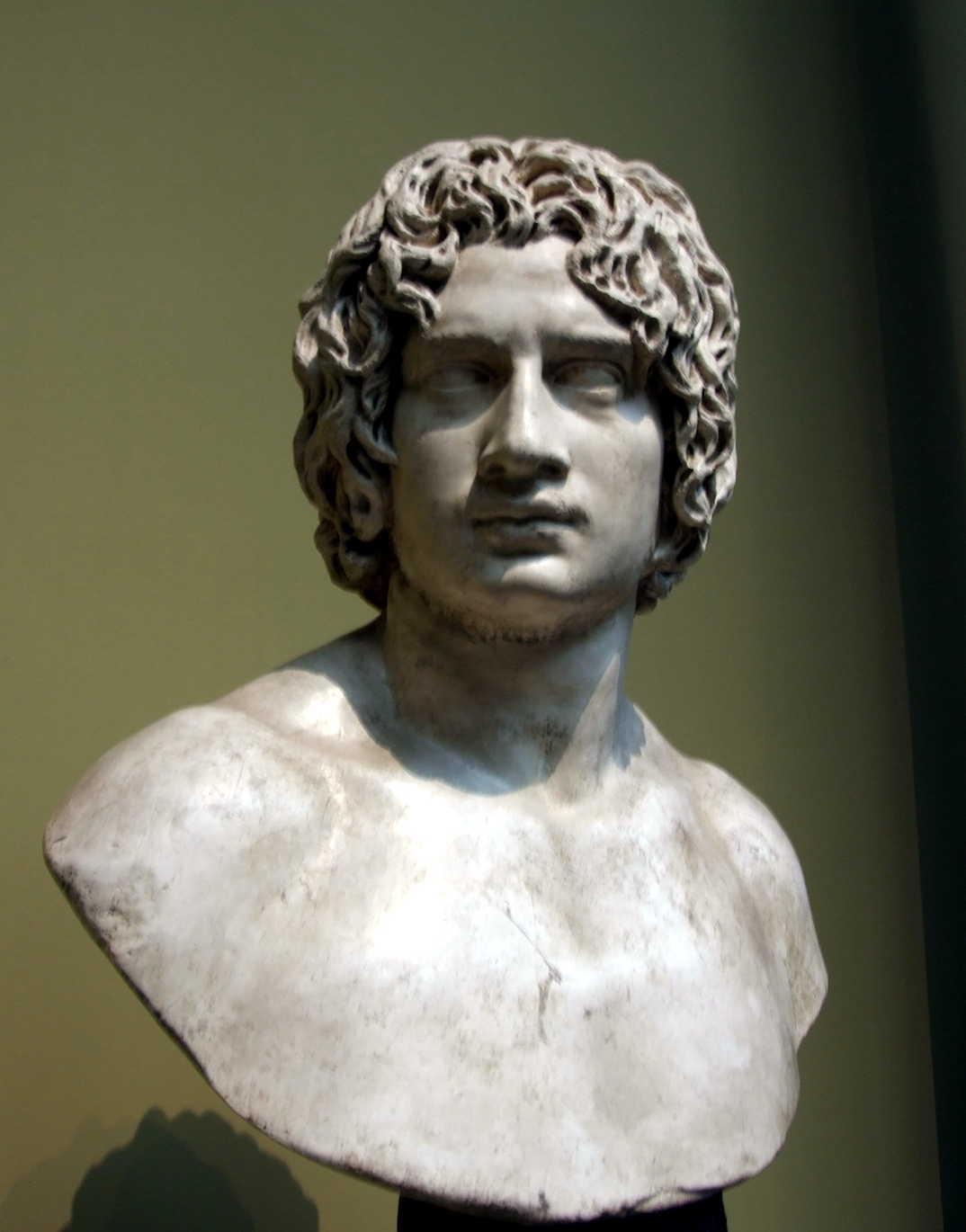
Римская скульптура молодого германца, обычно идентифицируемая как бюст Арминия. Государственный музей изобразительных искусств имени А. С. Пушкина

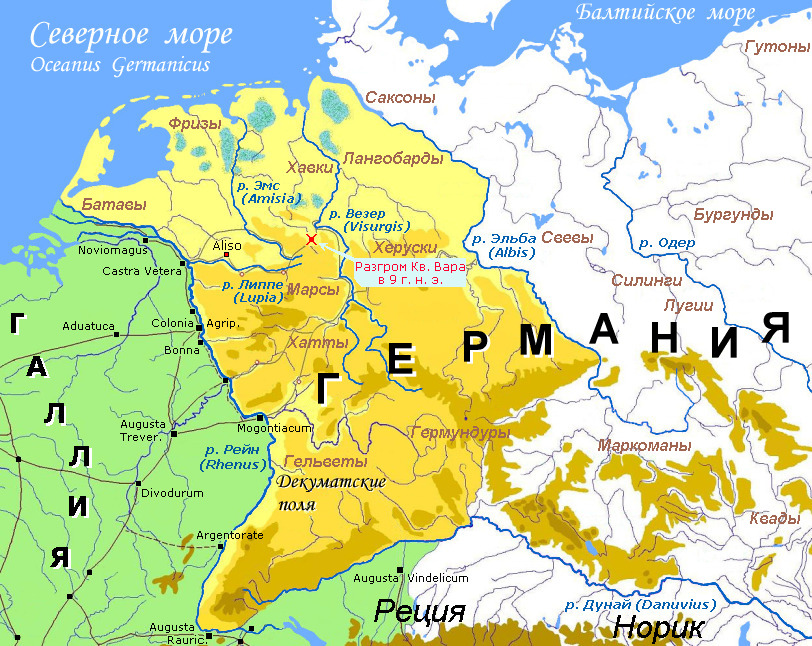
Карта Германии. Бежевым и жёлтым цветом обозначена территория Германии, которую Римская империя перестала контролировать после битвы в Тевтобургском Лесу в 9 году.

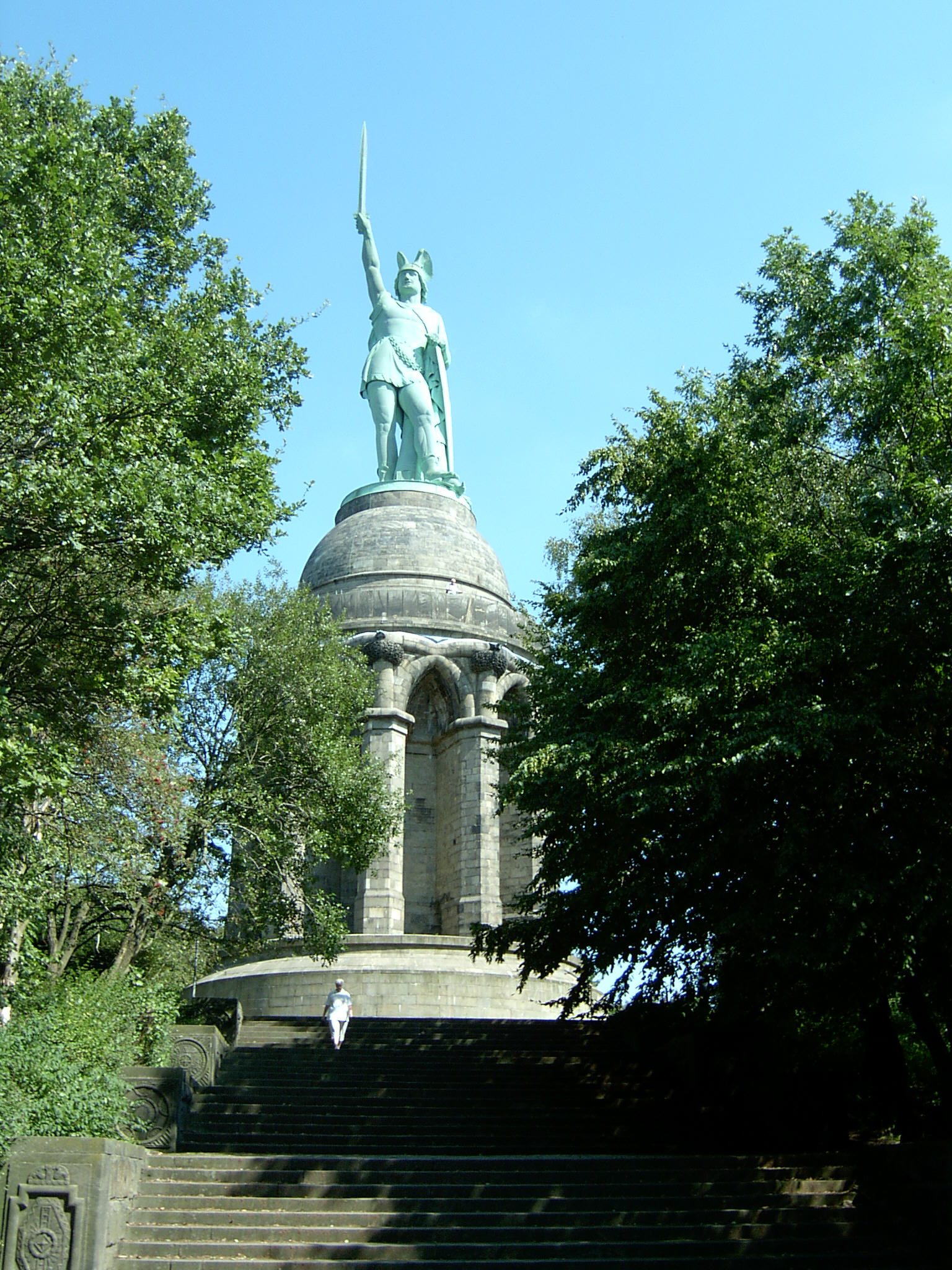
Памятник Арминию в южной части Тевтобургского Леса

Арми́ний (лат. Arminius; 16 год до нашей эры — 21 год нашей эры) — вождь древнегерманского племени херусков, нанёсший римлянам в 9 году н. э. одно из наиболее крупных и сокрушительных поражений при битве в Тевтобургском Лесу.
В XIX веке, когда в странах Европы наблюдался рост национального самосознания, Арминий в образе херуска Ге́рмана (Ге́рманна) стал особой мифологической и символической фигурой в Германии. Этим периодом датируются многочисленные памятники, такие как, к примеру, монумент в Тевтобургском Лесу возле города Детмольда (1835—1875).

## Биография
Как сообщает древнеримский историк Тацит, Арминий, родившийся в 16 году до н. э., был сыном Сегимера, вождя германского племени херусков.
По свидетельству Тацита, с 4 года нашей эры Арминий стал начальником вспомогательных войск, состоявших из херусков, изучил латинский язык и римское военное дело (Тацит, «Анналы», II 10). При этом, ему удалось удостоиться звания всадника и стать гражданином Рима (Веллей, II 118).

### Восстание и победа над Римом
Около 7—8 года н. э. Арминий вернулся на родину, где через год возглавил восстание против римлян. Для этого он привлёк к своему заговору ряд других вождей. Источники не сообщают, какие именно племена оказались вовлечены в заговор, по косвенным данным кроме херусков это были бруктеры, хамавы, маркоманы, сигамбры (марсы), хавки и хатты. Согласно замыслу Арминия, сначала восстали отдалённые германские племена. Под предлогом борьбы с ними, Арминий собрал войско и сопровождал римскую армию Вара, выступившую в поход на восставших, но потом отстал, ожидая подхода новых сил. Военный историк Ганс Дельбрюк полагает, что Вар выступил не в военный поход, а просто отводил войска из центральной Германии в зимние лагеря поближе к Рейну (как делалось всегда), о чём свидетельствуют время года и огромный обоз с женщинами и детьми.
Затем в жестоком сражении в Тевтобургском Лесу в сентябре 9 года н. э. Арминию удалось разбить 17, 18 и 19-й легионы, шесть когорт и три конные алы (Веллей, II 117 1). Римскими войсками в этом сражении командовал наместник Публий Квинтилий Вар, с которым Арминий ранее поддерживал добрососедские отношения — они часто вместе пировали. Результатом этого сражения стало полное освобождение зарейнских областей от римского владычества. Позднейшие попытки Рима покорить германцев между Рейном и Эльбой не имели успеха. Светоний в биографии Октавиана Августа ярко передал отчаяние императора:
«Он до того был сокрушён, что несколько месяцев подряд не стриг волос и бороды и не раз бился головою о косяк, восклицая: „Квинтилий Вар, верни легионы!“».

### Войны с Германиком и Марободом
Ожидая последующих конфликтов с Римом, Арминий пытался заключить союз с царём племени маркоманов Марободом. Чтобы побудить маркоманов выступить совместно против Рима, Арминий послал голову Квинтиллия Вара. Но Маробод отверг предложение Арминия и отослал голову в Рим (Веллей, II 119, 5).
В 14—15 годах Арминий возглавил коалицию германских племён (херусков, бруктеров и фризов) в противостоянии карательным экспедициям под командованием Германика. Последний ввёл войска на германские земли, предал земле останки трёх легионов Вара, вернув один из утраченных им римских орлов. Однако на обратном пути войско подверглось серьёзным опасностям и понесло большие потери в столкновениях с германцами. По свидетельству Тацита («Анналы», II 18-22), несмотря на различное освещение этих событий, наибольшим успехом римлян в этой кампании, по всей видимости, было взятие в плен жены Арминия Туснельды («Анналы», I 55).
В 17 году Арминий вёл успешный военный поход против Маробода, который был вынужден бежать из Богемии (Тацит, «Анналы», II 46). Но успех военной кампании Арминия не был продолжительным, так как он был вынужден подавлять сопротивление знати.
Хаттский вождь Адгандестрий предлагал римлянам отравить Арминия, и его письмо с этим предложением было зачитано в сенате, но император Тиберий отказался санкционировать коварное убийство, ответив, что «римский народ отмщает врагам, не прибегая к обману, и не тайными средствами, но открыто и силой оружия». В 21 году Арминий был убит своими приближёнными; согласно Тациту — Сегестом, отцом своей жены Туснельды («Анналы», II 88).
Туснельда попала в плен к Германику в 15 году. В это время она была беременна и уже в плену родила сына Тумелика, который вырос в Равенне. Отрывок из трудов Тацита, где повествуется о его судьбе, не дошёл до нас. Вероятнее всего, к 47 году его уже не было в живых.

## Тацит об Арминии
Древнеримский историк Тацит удостоил Арминия, нанёсшего римлянам одно из самых серьёзных поражений, таких слов:

«Бесспорно, он был освободителем Германии и, что отличает его от других царей и военачальников, он бросил римлянам вызов, когда их государство было в расцвете сил, а не в упадке. В битвах удача не всегда сопутствовала ему, но в войне он оставался непобедимым. Прожил он тридцать семь лет, из которых двенадцать длилось его правление. Племена варваров воспевают его и по сей день…»

## Наследие

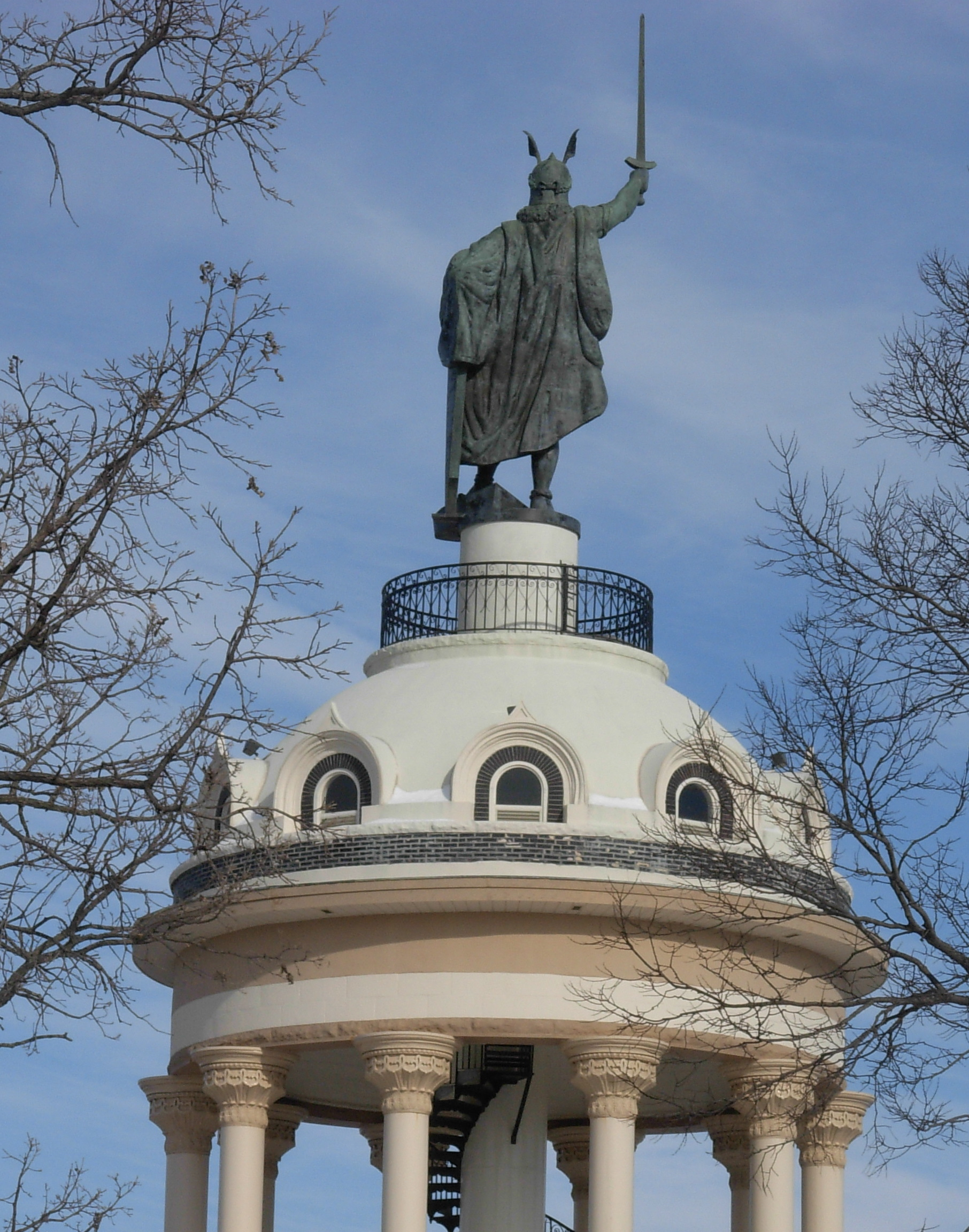
Статуя «Hermann Heights Monument», Нью-Ульм, Миннесота.

В эпоху романтического национализма в Арминии немцы видели символ победителя германских народов над исконным романским врагом, с которым ассоциировали императора Наполеона, покорившего к 1807 году большую часть Европы. Затем он стал одним из исторических образов, используемых в пропаганде за объединение Германии.
В 1837 году немецкий ученый Адольф Гизебрехт попытался показать, что «Песнь о Нибелунгах» берет свое историческое начало в истории Арминия, и что Арминий и Зигфрид Драконоубийца (нем. Siegfried der Drachentöter) были одним и тем же лицом. Карл Людвиг Занд, убийца писателя Августа фон Коцебу, уже придерживался этого убеждения незадолго до своей казни в 1820 году: 

 «Если немецкое искусство хочет дать нам возвышенное понятие свободы в образах, то оно должно представлять нашего Германа, как спасителя Отечества, сильного и великого, как называет его «Песнь о Нибелунгах» под именем Зигфрида, который есть не кто иной, как наш Герман.» Оригинальный текст (нем.)«Will uns die deutsche Kunst einen erhabenen Begriff von Freiheit bildlich geben, so soll sie unsern Hermann, den Erretter des Vaterlandes, darstellen, stark und groß, wie ihn das Nibelungenlied unter den Namen Siegfried nennt, der kein anderer als unser Hermann ist.» — Carl Ludwig Sands letzte Lebenstage und Hinrichtung. Frankenthal 1821, S. 21
В 1875 году в Детмольде был возведён 53-метровый монумент в память об Арминии и битве в Тевтобургском лесу. Монумент представляет собой медную статую Арминия с поднятым вверх мечом.
Гитлер ещё до своего прихода к власти провозгласил Арминия «первым архитектором нашей (немецкой) свободы».
В честь него назван футбольный клуб «Арминия» из города Билефельда, расположенного на вырубленных территориях Тевтобургского леса.

## В культуре

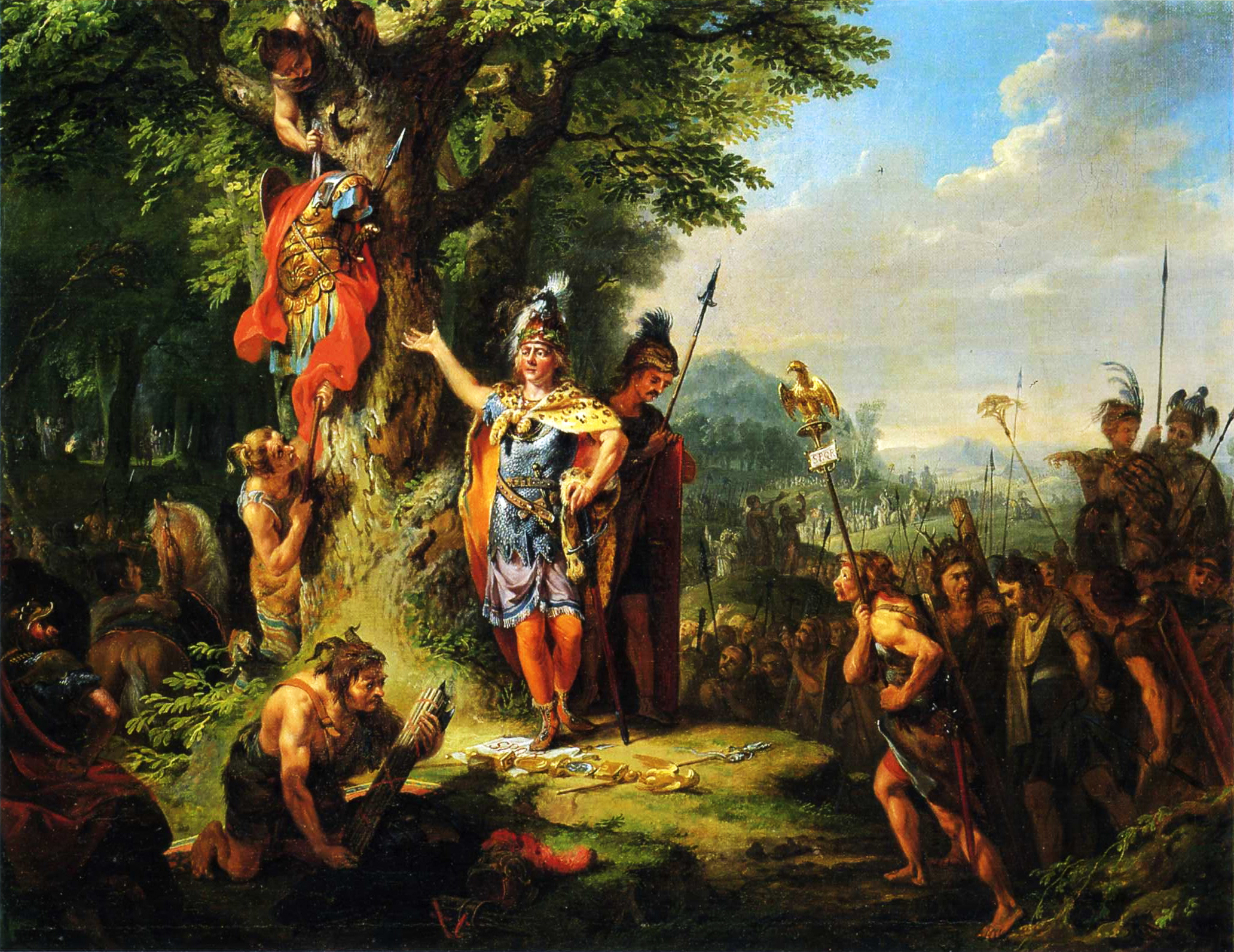
Иоганн Генрих Тишбейн. «Триумф Арминия», 1758 г.

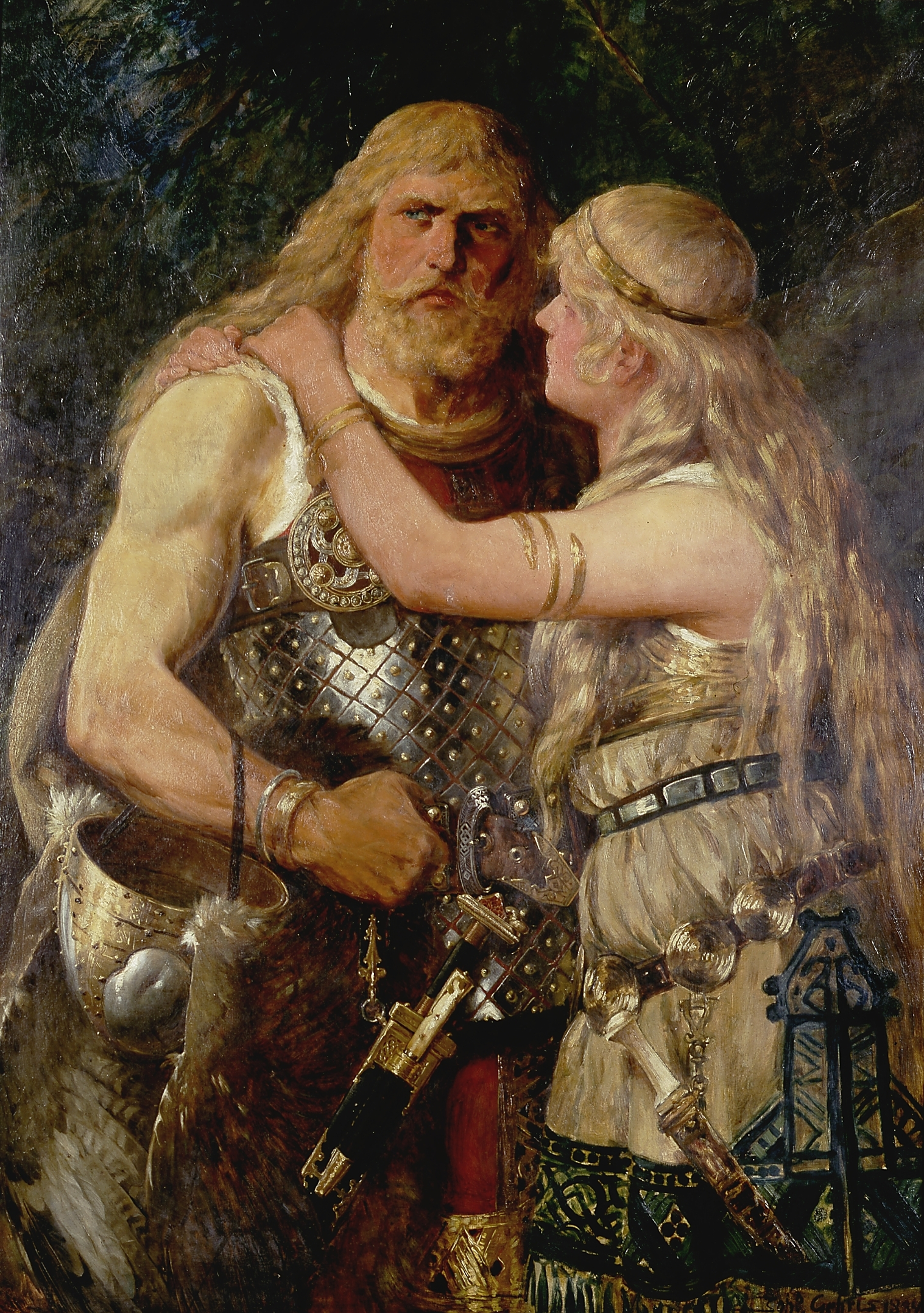
Арминий прощается с женой Туснельдой. Худ. Йоханнес Герц, 1884 г.

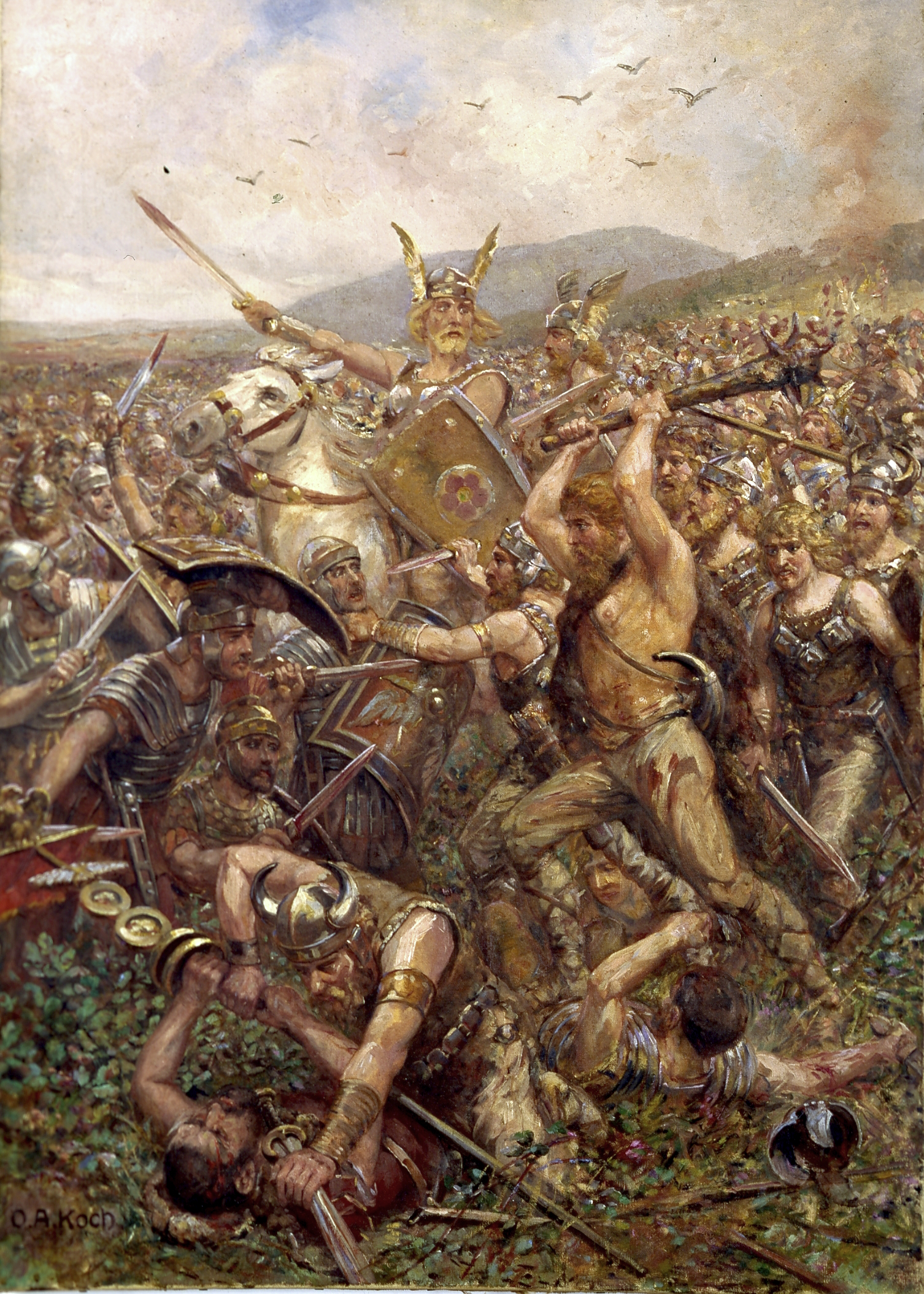
Битва в Тевтобургском лесу. Худ. Отто Альберт Кох, 1909 г.

### Театральные и музыкальные произведения
- «Арминий[англ.]» (нем. Arminio, итал. Arminio, ossia chi la dura la vince («Арминий, или Кто сопротивляется, победит»)) — это опера (музыкальная драма[англ.]) и самая ранняя из сохранившихся опер, написанных в Зальцбурге, в трёх действиях о германском военном герое Арминии, и единственная сохранившаяся опера, сочинённая австрийским композитором Генрихом фон Бибером, ок. 1690—1692 с либретто на итальянском языке, написанным, вероятно, Франческо Мария Раффаэлини (итал. Francesco Maria Raffaelini), премьера которой состоялась в Зальцбурге 9 декабря 1692 года[12]. Партитура рукописи хранится в Зальцбургском музее. Произведение имеет номер «C 51» в каталоге произведений композитора[фр.], составленном американским музыковедом Эриком Чейфом[англ.].
- «Германик в Германии[англ.]» (итал. Germanico in Germania) — опера в трех действиях, написанная итальянским композитором Николой Порпорой на либретто Николы Колуцци (итал. Nicola Coluzzi) на итальянском языке. Премьера состоялась в феврале 1732 года в Театро Капраника в Риме с полностью мужским составом. Главные мужские роли исполнили два самых выдающихся певца-кастрата XVIII века — Доменико Аннибали[англ.] в роли Германика и Каффарелли в роли его заклятого врага Арминия. Женские роли исполняли также кастраты и травести. История оперы представляет собой беллетризованный рассказ о римском полководце Германике и разворачивается в Нижней Германии в 14 году н.э. «Германик в Германии» был очень популярен в своё время, но канул в безвестность, пока не был возрожден в 2015 году на Фестивале старинной музыки в Инсбруке[13][14].
- «Арминий[нем.]» (нем. Arminio) (HWV № 36) — это опера (опера-сериа) германского композитора Георга Генделя, написанная в трёх действиях, и, наряду с Джустино[нем.] и Беренице[нем.], одна из трёх опер, которые Гендель сочинил для сезона 1736/37 в течение шести месяцев. Либретто основано на одноимённом либретто Антонио Сальви, которое была наложена на музыку Алессандро Скарлатти. Опера представляет собой беллетризацию событий, связанных с германским лидером Арминием, который победил римлян под командованием легата Квинтилия Вара, а также его женой Туснельдой. Опера была впервые исполнена в лондонском театре Ковент-Гарден 12 января 1737 года[15].
- «Арминий[нем.]» (нем. Arminius) (опус № 43) — это оратория германского композитора Макса Бруха, которую Брух написал в период между 1875 и 1877 годами, во время консолидации только что созданной Германской империи. Он выбрал историю, вращающуюся вокруг херуского сына вождя Арминия, разгромившего три римских легиона Публия Квинтилия Вара в 9 году н. э., во время битвы в Тевтобургском лесу, который служил национальным мифом Германии с XVI по начало XX века[16].

### Кинематограф
- «Битва Германа[нем.]» (нем. Die Hermannschlacht)[26][27] — германский немой фильм 1924 года, продолжительностью 54 мин.[28], создатель фильма германский режиссёр Лео Кёниг (нем. Leo König), на платформе компании «Klio-Film Berlin» (Веймарская Республика). Роль Арминия (Германа), исполнил германский актёр Георг Шмитер[нем.][29][30][31]. Первый фильм о легендарной битве между германскими племенами и римлянами в 9 году нашей эры.
- «Железная корона» (итал. La corona di ferro, англ. The Iron Crown) — итальянский приключенческо-фэнтезийный фильм 1941 года продолжительностью 97 мин., создатель фильма итальянский режиссёр Алессандро Блазетти, на платформе телекомпаний «Lux Film[итал.]» и «Ente nazionale industrie cinematografiche (E.N.I.C.)[итал.]» (Италия). Роль Арминия (по фильму Лициний / Арминий (итал. Licinio / Arminio, suo figlio)), исполнил итальянский актёр Массимо Джиротти[32][33]. Однако всё же персонаж фильма по образу имеет мало чего общего с историческим «Арминием».
- «Герман Херуск. Битва в Тевтобургском лесу[нем.]» (нем. Hermann der Cherusker. Die Schlacht im Teutoburger Wald, итал. Il massacro della foresta nera, англ. Massacre in the Black Forest)[34] — западногерманско-итальянский исторический фильм 1967 года продолжительностью 86 мин., создатели фильма итальянский режиссёр Фердинандо Бальди[нем.] (в титрах как Ферди Бальдвин (нем. als Ferdy Baldwin)) и австрийский режиссёр Рудольф Нуссгрубер[нем.][35], на платформе телекомпаний «Debora Film», «Avala Film» и «Peter Carsten Productions[нем.]» (ФРГ-Италия-Югославия)[36]. Роль Арминия (Германа Херуска), исполнил австрийско-германский актёр Ханс фон Борзоди[нем.][37][38][39].
- «Битва Арминия» (в русском переводе фильм известен как Тевтобургская битва) (нем. Die Hermannsschlacht, англ. The Battle of Hermann)[40][41][42] — германский исторический фильм 1996 года продолжительностью 71 мин., создатели фильма германские режиссёры Кристиан Деккерт (нем. Christian Deckert), Хартмут Кизель (нем. Hartmut Kiesel), Кристоф Кёстер (нем. Christoph Köster), Штефан Мишер (нем. Stefan Mischer) и Корнелиус Фёлькер[нем.][43][44]. Фильм создан на платформе телекомпании «Schloßfilm Hamburg» (ФРГ)[45]. Роль германца Арминия (Германа), исполнил германский режиссёр и актёр Штефан Мишер[46]. Сюжет фильма происходит в древности, в XIX веке и в наши дни.
- «Битва против Рима» (нем. Kampf um Germanien. Teil 1: Der Verrat des Arminius. Teil 2: Die Schlacht im Teutoburger Wald, англ. The Battle against Rome)[47] — германский двухсерийный документальный фильм 2009 года продолжительностью 104 мин., создатель фильма германский режиссёр Кристиан Твенте[нем.], производство телеканала Terra X[нем.] и общественной телекомпании ZDF (ФРГ)[48]. Роль германца Арминия исполнил чешский актёр Даниэль Петруха (чеш. Daniel Pietrucha)[49][50].
- «Нашествие варваров[англ.]» (англ. The Barbarians Rising)[51] — американский четырёхсерийный документальный драматический мини-сериал 2016 года продолжительностью в 120 мин.[52], создатели мини-сериала американские режиссёры Саймон Джордж (англ. Simon George), Деклан О'Дуайер (англ. Declan O'Dwyer) и Морис Суини (англ. Maurice Sweeney), на платформе телеканала History Channel и производственной телекомпании October Films (США). В двух сериях «Восстание» (англ. Rebellion) и «Реванш» (англ. Revenge), роль Арминия исполнил английский актёр Том Хоппер[53][54].
- «Варвары» (нем. Barbaren, англ. The Barbarians, лат. Barbari)[55] — германский двенадцатисерийный исторический телесериал 2020 года производства платформы Netflix[56][57], созданный австрийским режиссёром Барбарой Эдер[нем.] и американским режиссёром Стивом Сент-Леджером (англ. Steve Saint Leger)[58]. В этом сериале Арминий представлен римским офицером, который ещё ребёнком, как заложник, был отдан в Рим на воспитание Квинтилия Вара. Он разрывается между преданностью воспитавшей его империи и верностью своему племени. Это приводит к знаменитому сражению, изменившему ход истории. Роль херуска Арминия, исполнил австрийский актёр Лоуренс Рупп[нем.][59][60][61].

### Видеоигры
- Является одним из доступных героев фракции варвары в компьютерной игре Total War: Arena.